# Raymond Davis
Raymond Davis, Junior (ur. 14 października 1914 w Waszyngtonie, zm. 31 maja 2006 w Nowym Jorku) – amerykański fizyk i chemik, laureat Nagrody Nobla w dziedzinie fizyki (2002).

## Życiorys
Studiował na Uniwersytecie Marylandu w College Park. W 1942 obronił doktorat z chemii na Uniwersytecie Yale. Służył w armii amerykańskiej podczas II wojny światowej. Od 1946 pracował w Laboratorium Narodowym w Brookhaven (w stanie Nowy Jork); był profesorem (następnie z tytułem professor emeritus) na Uniwersytecie Pensylwanii (w Filadelfii).
W laboratorium w Brookhaven opracował pionierską metodę wychwytywania neutrin za pomocą tetrachloroetenu. Należał do zespołu ekspertów NASA, który badał próbki księżycowego gruntu dostarczonego przez misję Apollo 11. Otrzymał liczne nagrody i tytuły naukowe, między innymi Nagrodę Borisa Pregela od New York Academy of Sciences (1957), Nagrodę Cyrusa B. Comstocka od National Academy of Sciences (1978), Nagrodę Wolfa (2000), Narodowy Medal Nauki (2001). W 2002 został uhonorowany Nagrodą Nobla w dziedzinie fizyki za prace nad detekcją neutrin kosmicznych. Mając 88 lat, Raymond Davis stał się najstarszym laureatem Nagrody Nobla w historii. Wraz z nim wyróżniono japońskiego badacza Masatoshiego Koshibę; Koshiba i Davis otrzymali połowę nagrody, a druga jej część przypadła Riccardowi Giacconiemu.